# Julianów (Nowa Wieś)
Julianów – kolonia wsi Nowa Wieś w Polsce, położona w województwie świętokrzyskim, w powiecie sandomierskim, w gminie Klimontów.
W latach 1975–1998 kolonia administracyjnie należała do województwa tarnobrzeskiego.
Do 1944 roku znajdował się tam folwark należący do dóbr klimontowskich najpierw Ledóchowskich, a od 1881 roku do Karskich. Ok. 1895 roku folwark liczył 2 domy i 22 mieszkańców. Obejmował obszar 330 mórg. Według spisu z 1921 roku folwark liczył 4 domy i 151 mieszkańców. W kolonii istniała prywatna szkoła dworska zamknięta przed 1929 rokiem. W sierpniu 1944 roku w folwarku powstała pierwsza komórka partyjna komunistycznej PPR w gminie Jurkowice założona przez Józefa Witczaka. 
Do końca lat dziewięćdziesiątych XX wieku w kolonii działała gorzelnia.